# 宋屋
宋屋，是臺灣桃園市平鎮區的一個傳統地域名稱，位於該區中部偏西北。相較於今日行政區，其範圍大致包括宋屋里、廣仁里、平興里、義民里、義興里、廣興里、廣達里、復興里、復旦里、高雙里。

## 歷史
宋屋舊稱「廣興庄」，至清同治十年改稱「宋厝庄」。
台灣清治末期至日治初期，宋屋地區為一街庄，稱為「宋屋庄」，隸屬於桃澗堡。該庄北與三座屋庄為鄰，東與北勢庄為鄰，南邊為安平鎮庄，西南邊一小段與草湳陂庄為界，西邊為高山頂庄、雙連陂庄。
1901年（日治明治三十四年）11月，全台廢縣廳改設二十廳，該庄隸屬於桃仔園廳。1903年（明治三十六年），改名桃園廳。1909年（明治四十二年）10月，合併二十廳為十二廳，該庄隸屬不變。1920年（大正九年），廢十二廳改設五州二廳，該庄改制為「宋屋」大字，隸屬於新竹州中壢郡平鎮庄，大字下有「高山下」、「廣興」小字名。
戰後平鎮庄改制為平鎮鄉，隸屬於新竹縣，大字亦改制為村。1950年桃、竹、苗分治，平鎮鄉改隸屬於桃園縣。1992年3月，平鎮鄉因人口達15萬而改制為平鎮市，村改制為里。2014年12月，桃園縣升格為直轄桃園市，平鎮市改制為平鎮區。

## 聚落
本地區發展較早的聚落有廣興、下湳尾、高山下(高山腳)等，在日治期初期的官方地圖上已有記載。此外，本地區尚有大湳尾、高山頂、宋屋大口陂、後行、公館等聚落。

## 交通
台鐵縱貫線大致以東北－西南走向經過宋屋地區南部，境內未設站。東北邊最近的是中壢車站，屬一等站，除部分普悠瑪號、自強號班次外，其餘各級列車均有停靠：西南邊最近的是埔心車站，屬三等站，僅停靠區間車。
國道1號又稱「中山高速公路」，是台灣西部兩條縱向高速公路之一，大致以東北－西南走向蜿蜒經過本地區西部，並在北側邊界處縣道114號交會口設有中壢交流道，由此進入可快速前往台灣西部各地。另外，在本地區西南側與省道台66線交會處設有平鎮系統交流道。
省道台1線又稱「縱貫公路」，是台北至屏東楓港的幹道，大致以縱向轉東北－西南走向經過本地區東部及南部，向北轉東繞過中壢市區可前往桃園、新莊、台北等地，向西南可前往楊梅、竹北、新竹等地。
省道台66線為於東西向快速道路系統「東西向快速公路－觀音大溪線」，大致以西北－東南走向經過本地區西南部，向西北可前往觀音大潭以連接省道台61線（西部濱海快速道路），向東南可前往大溪南興接縣道112甲線以前往國道3號的大溪交流道。
縣道114號是新屋永安漁港至板橋光復橋的道路，大致以橫向經過本地區北部邊界地帶，向西可前往新屋、永安漁港等地，向東可前往中壢、八德、鶯歌、板橋等地。

## 學校
- 復旦高中
- 育達高中
- 平興國中
- 宋屋國小
- 平興國小
- 文化國小
- 復旦國小
- 義興國小

## 廟宇
- 平鎮褒忠祠（義民廟）
- 平鎮廣隆宮（土地祠）